# 爨姓
爨是一个中文姓氏，字意为“烧火做饭”。这个字上面看起来是两个人和一个做饭用的铜鼎（铜鼎属“金”，鼎中有“水”），字的中间是一个灶台（“土”），最下面用木柴（木）烧火（火）。爨是《中国姓氏大辞典》里记载的笔画最多的姓氏之一，共30画。姓爨人口达300人以上的聚居地主要有云南省的丽江、大理、保山，四川的宜宾，湖北省的石首、荆门、枣阳，河南省的南阳、洛阳，山西省的运城，陕西省的宝鸡、西安、华阴等地。此外，爨姓在北京、黑龙江、吉林也有分布。根据中国全国第六次人口普查的结果，爨姓在百家姓中排名第1150位，人口约2100人。由于难写，也有部分爨姓人改姓寸、全、炊、串等姓。

## 地名
山西省夏县境内有一个“爨村”，据说与爨姓名人魏国大将爨襄有关，也有说法认为是得名于汉代火头军（炊事兵）驻扎于此。临近夏县的平陆县也有一个“爨坡村”。明初山西大移民，一些从夏县爨村搬迁至北京的居民，为了表达对故土的怀念，将新居住地取的名称带有“爨”字，北京市门头沟西斋堂镇的“爨里安口”村，后改名“爨里安”村。由于书写麻烦，“爨里安”里的“爨”后在1958年改为“川”，变为川底下村。

## 延伸阅读
[在维基数据编辑]
 《欽定古今圖書集成·明倫彙編·氏族典·爨姓部》，出自陈梦雷《古今圖書集成》